# Neochlamisus eubati
Neochlamisus eubati es una especie de escarabajo verrugoso de la familia Chrysomelidae. Fue descrita científicamente por Brown en 1952. Se encuentra en América Central y América del Norte.